# Pauli Richárd

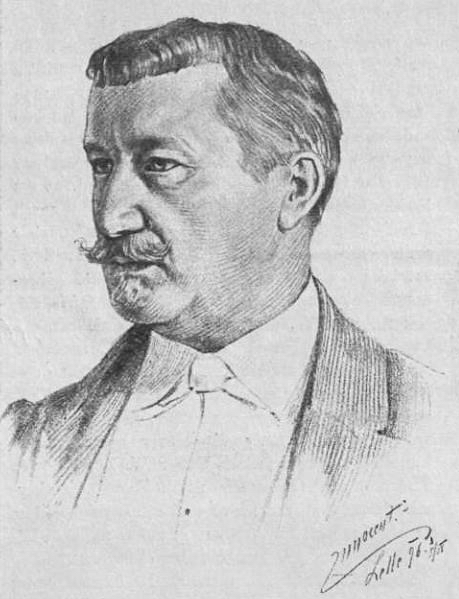
Pauli Richárd

Berzéki Pauli Richárd (Pauli Rikhárd, született Paulikovics Richárd) (Rákfalu, 1835. november 24. – Budapest, 1901. január 3.) magyar operaénekes (tenor), a Zeneakadémia énektanára.

## Élete
Nagyszombatban járt iskolába, templomi kórusban énekelve már gyermekként feltűnt tehetsége. Bécsbe ment, ahol a hangját képezte, zongorázni és hegedülni tanult.
1857-ben lépett fel először Pozsonyban. Ezt követően Olmützben, Grazban, Brünnben, Krakkóban, Bukarestben és Brassóban énekelt. 1859-től a kolozsvári társulat énekese volt. 1862-ben Pestre szerződött: április 22-én Elvino (Bellini: Az alvajáró) szerepében debütált a Nemzeti Színházban. 1884-ben átkerült a megnyíló Operaházba. Itt volt búcsúfellépte 1890. május 5-én: ekkor Almaviva grófot énekelte Rossini Sevillai borbélyában. Ebből az alkalomból megkapta a Ferenc József-rend lovagkeresztjét. Száznál több szerepből álló repertoárján a lírai szerepek domináltak, de megfelelő énekes híján sok hőstenor szólam eléneklésére is kényszerült.
1882-ben, a zeneakadémiai képzés kibővítésekor, Liszt Ferenc kérésére kezdett el tanítani. Legnevesebb tanítványai Küry Klára és Takáts Mihály voltak.
Az éneklés mellett dalok komponálásával is foglalkozott, nyomtatásban 1871-ben jelent meg egy dala. 1895-ben pedagógiai munkát adott közre, Az énekművészetről címmel.

## Főbb szerepei
- Auber: A fekete dominó — Massarena
- William Balfe: A négy Haymonfi — Olivier
- Vincenzo Bellini: Az alvajáró — Elvino
- Bertha Sándor: Mátyás király — Ridolfo
- Bizet: Carmen — Don José
- Császár György: A kunok — Andorási
- Gaetano Donizetti: Lammermoori Lucia — Sir Edgard Ravenswood
- Donizetti: Rohani Mária — Richard gróf
- Donizetti: Linda di Chamounix — Arthur
- Donizetti: Lucrezia Borgia — Gennaro
- Erkel Ferenc: Hunyadi László — V. László király
- Erkel Ferenc: Dózsa György — Bornemissza
- Erkel Ferenc: Névtelen hősök — Mózsi
- Erkel Sándor: Csobánc — Szigliget ura
- Fáy Gusztáv: Kamilla — Olivades
- Fáy Gusztáv: Cornaro Katalin, Ciprus királynéja — Gerard
- Friedrich von Flotow: Márta — Lyonel
- Gounod: Faust — Faust
- Jacques Fromental Halévy: A zsidónő — Léopold herceg
- Huber Károly: A víg cimborák — Laci
- Giacomo Meyerbeer: A hugenották — Raoul
- Meyerbeer: Ördög Róbert — Raimbeaud
- Mozart: A varázsfuvola — Tamino
- Otto Nicolai: A windsori víg nők — Fenton
- Gioachino Rossini: A sevillai borbély — Almaviva gróf
- Verdi La Traviata — Alfred Germont
- Verdi: Rigoletto — A mantuai herceg
- Wagner: A nürnbergi mesterdalnokok — Dávid
- Wagner: A bolygó hollandi — Erik